# 鍵盤 (入力装置)
鍵盤（けんばん）は道具や装置を操作するために、手、手の指、足、または棒などで動かす取っ手やボタン、踏み板（それらをキー、鍵（けん）という）を並べたもの、ないし、それを備えた入力装置を言う。
印刷電信機の送信部、タイプライターの操作部、テレタイプ端末の操作部、コンピュータのタイプライター状の文字入力装置などとして使用される。

## 印刷電信機
1850年代にDavid Edward HughesとGeorge May Phelpsが実用化した印刷電信機では、ピアノ状の2段鍵盤が採用されており、上段(黒鍵側)にはA～Nが、下段(白鍵側)にはZ～Oが配置されていた。各キーがスイッチとなっており、電流のON/OFFの長さを変えることで、受信側での印字を変化させる仕組みであった。(United States Patent No.26003)
1870年代にJean Emile Maurice Baudotが実用化した印刷電信機では、キーの数は5つに減っており、その組み合わせで31種類の信号(いわゆるBaudot Code)を発生する仕組みとなっていた。この後、1905年にDonald Murrayがタイプライター型キーボードを使った印刷電信機(のちのテレタイプ)を完成し、印刷電信機のキーボードはタイプライターと同じ並びとなった。

## タイプライター
歴史的には前史として、活字を直接押す構造の物などが作られ、一文字単位での印刷ができるようになるが、操作性が悪く一般化はしなかった。
現在の手動機械式タイプライターへの流れは、鍵盤楽器の構造を応用する事により操作性を向上し、広く使われるようになった。
開発初期にはピアノに近い二段のみでABC順として作られた。
それを横幅を狭め四段にしたQWERTY配列が作られ、ラテン文字大文字のみで商品化。更にシフト切り替えで小文字も使える現在の形となる。

## テレタイプ端末
電動タイプライターの操作部が元になっているテレタイプ端末の操作部。
電子回路が低価格化するまで、キースイッチで作られた電気回路で文字コードを作っていた。
そのため、シフトの違いが文字コードの1ビットの違いのみになる、ロジカルペアリング配列となっている。
制御文字を送信するため、コントロールキーなどが加えられている。

## コンピュータ
最初は、テレタイプ端末その物をコンピュータに直接繋ぐ形で、鍵盤がコンピュータでも使われだした。